# Lauso
Lauso is een bestuurslaag in het regentschap Nias Selatan van de provincie Noord-Sumatra, Indonesië. Lauso telt 555 inwoners (volkstelling 2010).